# Horntjärnberget
Horntjärnberget är ett naturreservat i Sollefteå kommun i Västernorrlands län.
Området är naturskyddat sedan 2014 och är 30 hektar stort. Reservatet omfattar en västsluttning av Horntjärnberget med Horntjärnen och omgivande våtmark i söder. Skogen är en naturskogsartad granskog med tallskog på toppen av berget.